# سینکو الیباس
سینکو الیباس (به اسپانیایی: Cinco Olivas) یک دهستان در اسپانیا است که در استان ساراگوسا واقع شده‌است. سینکو الیباس ۲ کیلومتر مربع مساحت و ۱۱۸ نفر جمعیت دارد و ۱۶۱ متر بالاتر از سطح دریا واقع شده‌است.